# Faux espions de Renault
L'affaire des faux espions de Renault est une affaire supposée d'espionnage industriel révélée en janvier 2011 par le groupe Renault, quatrième groupe mondial automobile en 2011, qui s'est muée par la suite en affaire d'escroquerie à l'information après enquête conjointe de la direction centrale du Renseignement intérieur (DCRI) (le contre-espionnage français) et les révélations de la presse d'investigation et notamment du Canard enchaîné. 
Le traitement médiatique donné à cette affaire par le groupe Renault et en particulier l'implication directe de son PDG de l'époque, Carlos Ghosn, et de son numéro deux, Patrick Pélata, qui ont publiquement dénoncé les agissements supposés d'espionnage de certains employés, et ce, sans preuves, a contribué à éclairer les méthodes de management interne de la direction de Renault. 

## Chronologie des événements
L’affaire démarre sur la base d'une lettre anonyme le 17 août 2010 adressée à la direction de Renault et dénonçant l’acceptation de pots-de-vin par des salariés occupant des postes stratégiques au sein de l'entreprise et particulièrement sur le programme du Véhicule Électrique ou VE (la future Zoe) dans lequel le groupe avait investi à l'époque quatre milliards d'euros et sur lequel il ambitionnait de devenir le leader du marché.  
Une enquête est menée en interne par la Direction Protection Groupe ou DPG, composée d'anciens policiers et de membres de la sphère du monde du renseignement durant quatre mois.  
Le 3 janvier 2011, trois cadres, accusés d'activité d'espionnage industriel, Michel Balthazard, Bertrand Rochette et Matthieu Tenenbaum, numéro deux de la voiture électrique, sont mis à pied à la suite d'une enquête interne menée par le service DPG en se basant sur des informations transmises par une mystérieuse source.
Le 5 janvier 2011, la DCRI est chargée de l'enquête à la suite de la divulgation au public de l'information.
Le vendredi 7 janvier 2011, le directeur juridique de Renault, Christian Husson, donne la première conférence de presse concernant cette affaire sans donner davantage d'informations à la presse. Patrick Pélata numéro deux du groupe Renault, affirme qu'il s'agit « d'un travail de professionnel » et que la firme est victime « d'une filière organisée ». 
La classe politique française dénonce alors un climat de guerre économique en visant sans la nommer nommément la Chine notamment dans les déclarations d'Éric Besson ministre de l'Économie. 
Le 13 janvier 2011, le groupe Renault porte plainte contre X afin de permettre une enquête plus large.
Le 14 janvier, la Direction Centrale du Renseignement Intérieur démarre son enquête pour espionnage sur requête du parquet de Paris.
Le 17 Janvier 2011, Bertrand Rochette et Michel Balthazard lancent une procédure contre le groupe pour diffamation (article 29 de la loi du 29 juillet 1881) pour le premier et dénonciation calomnieuse pour le second (article 226-10 du code pénal). Les trois licenciés attaquent le groupe devant le tribunal des Prud’hommes. Ils clament leur innocence en demandant la preuve de leur culpabilité que Renault ne fournit pas. 
Le 22 janvier 2011, Carlos Ghosn dénonce publiquement au 20h00 de TF1, les agissements des trois cadres licenciés en se basant, dit-il, sur des certitudes mais sans preuves. Il déclare notamment « si on n'avait pas de certitudes, nous n'en serions pas là » et que les preuves sont « multiples ». À l'issue de cet interview, les trois cadres accusés portent plainte pour dénonciation calomnieuse.
Le 4 Mars 2011, face aux révélations de la presse d'investigation en cascade (voir encadré), le numéro deux du groupe déclare : « Soit nous sommes face à une affaire d'espionnage et un cadre de la direction de la sécurité protège sa source envers et contre tout. Soit Renault est victime d'une manipulation ». Il va jusqu’à endosser la responsabilité : « S'il n'y a pas d'affaire d'espionnage, j'en tirerai toutes les conséquences jusqu’au plus haut niveau de l’entreprise, y compris jusqu’à moi ».
Le 11 Mars 2011, Dominique Gevrey, qui œuvrait au sein de la DPG du groupe Renault et chargé des enquêtes incriminant les trois cadres est mis en examen, pour escroquerie aux renseignements par la DRCI et arrêté alors qu'il était en partance pour l'Afrique. 
Le 14 mars 2011, la DCRI conclut à l'inexistence des comptes incriminés. Humilié et face à l'ampleur de la crise, le PDG de Renault, Carlos Ghosn effectue son mea culpa indiquant que les accusations ne reposaient sur aucune preuve tangible et invoquant une responsabilité collective. Il reconnait que le licenciement des cadres a été « une décision prise à tort ».

## L'enquête de la DCRI
Dès le 4 janvier 2011, la DCRI prend contact avec la direction de Renault et notamment avec le service DPG. Après plusieurs semaines d'enquête relayée par la presse d'investigation, les enquêtes du renseignement parviennent, début mars 2011, à la conclusion que l'ensemble de l'accusation soutenue par la direction est fausse et se double d'une escroquerie financière.  
Ils découvrent que Renault a payé 50 000 € à une officine privée pour remonter la trace des versements supposés perçus par les trois cadres alors en instance de licenciement. 
Les recherches vont en outre révéler que des escroqueries similaires s’étaient produites dès 2008 à l’occasion de deux autres enquêtes internes ayant visé des salariés.

## Les révélations de la presse d'investigation
Dans son édition du 15 janvier 2011, le quotidien Le Monde montre que les responsables de l’enquête ayant conduit à la mise à pied des trois cadres n’évoquaient que des « soupçons de corruption ».
Dès le 14 février, France 2 et L'Express dévoilent que Renault avait détecté que le groupe s'était gravement trompé, indiquant qu'il ne détenait pas de preuves sur l'implication des trois cadres accusés à tort. 
Le 23 février 2011, Le Canard enchaîné publie des informations indiquant que Matthieu Tennenbaum n’aurait pas de compte à la Banque cantonale de Zurich, raison sur laquelle s'était basé le constructeur pour légitimer sa décision de mettre à pied les trois cadres.
Le Canard enchaîné révèle, dans son édition du 9 mars, que 250 000 euros avaient été versés par Renault à l'informateur secret pour transmettre des informations incriminant les trois cadres mis à pied. Cette information est alors confirmée par l'avocat du constructeur automobile français, Me Jean Reinhart. 200 000 euros puis 900 000 euros auraient dû être versés par la suite à l'informateur pour apporter des preuves écrites et des accusations. Cette information décrédibilise alors et affaiblit encore davantage la position de la direction de Renault.

## Conséquences
Globalement et profondément secoué par la gestion interne de la crise, le groupe Renault sort affaibli de l'épisode qui met sous un éclairage nouveau les méthodes de management au sein de l'entreprise, en ayant ignoré le principe de base de la présomption d'innocence des cadres accusés. 
En parallèle, la classe politique française qui avait dénoncé un espionnage industriel à grande échelle en visant notamment la Chine est également affaiblie. Éric Besson est recadré par sa ministre de tutelle, Christine Lagarde. 
Le 11 avril 2011, à la suite d'un conseil d'administration extraordinaire, les dysfonctionnements de l'affaire sont énumérés. Le numéro 2 du groupe, Patrick Pélata, démissionne afin de protéger le PDG Carlos Ghosn, initiateur de la fusion Renault Nissan, et pour ne pas fragiliser durablement le groupe. 
En interne, les trois membres de la section DPG sont relevés de leurs fonctions et licenciés et notamment, l'ex-agent secret, Dominique Gevrey, à l'origine de la fourniture des informations dénonçant la détention de comptes à l'étranger. Il est mis à pied en mars 2011. Son licenciement effectué par la suite est confirmé aux Prud'hommes le 28 septembre 2017. 
Sur les trois cadres accusés à tort, seul Matthieu Tenenbaum a accepté de réintégrer le groupe.

## Suites judiciaires
L’enquête a permis de mettre au jour l’« existence de manœuvres frauduleuses afin de tromper le groupe Renault quant à la réalité des suspicions de corruption pesant sur les différents cadres. »
Le 10 mars 2017, les juges dans leur ordonnance indiquait le renvoi de quatre personnes devant la justice et le principal suspect, Dominique Gevrey, est renvoyé pour « escroqueries », et soupçonné d’avoir « trompé » Renault pour se faire rétribuer à partir de fausses factures des « prestations inexistantes » de renseignement censées établir la responsabilité de cadres dans l’espionnage.
Les trois hommes ont été jugés en janvier 2024 par le tribunal correctionnel de Paris. 
Le tribunal correctionnel de Paris a reconnu coupable d'escroquerie et tentative d'escroquerie Dominique Gevrey, 65 ans, un ex-officier de la direction de la protection et de la sécurité de la Défense (DPSD), reconverti dans la sécurité privée et recruté par Renault au sein de la direction de protection du groupe (DPG). 
L'ancien militaire, qui pourra effectuer sa peine sous bracelet électronique, devra en outre acquitter une amende de 40 000 euros.
Le tribunal lui a également interdit d'exercer définitivement une activité professionnelle dans le domaine de la sécurité et du renseignement.
Une somme de 65 000 euros a été saisie par la Justice sur son compte en Suisse et M. Gevrey devra en outre payer au constructeur automobile la somme de plus de 318 000 euros (la somme qu'il lui avait escroquée) au titre du préjudice matériel subi par la firme.
Les deux autres prévenus, Marc Tixador et Michel Luc, jugés respectivement pour recel de violation du secret professionnel et complicité d'escroquerie et de tentative d'escroquerie, ont été respectivement condamnés à dix-huit mois de prison avec sursis et 20 000 euros d'amende et six mois de prison avec sursis et 5 000 euros d'amende.